# Ucha Lobjanidze
Ucha Lobjanidze (gruzínsky უჩა ლობჟანიძე; * 23. února 1987 Tbilisi, Gruzínská SSR, SSSR) je gruzínský fotbalový obránce a reprezentant, který v současnosti působí v klubu FC Dinamo Tbilisi. Hraje na postu stopera (středního obránce) nebo levého obránce.

## Klubová kariéra
- FC Dinamo Tbilisi 2005–2006
- FC Dinamo Batumi 2007
- FC Zestafoni 2007–2010
- FK Dněpr Dněpropetrovsk 2010–2014
- FK Kryvbas Kryvyj Rih 2011–2013
- AC Omonia 2014–2016
- FC Dinamo Tbilisi 2016–

## Reprezentační kariéra
Nastupoval v gruzínské fotbalové reprezentaci do 21 let.
V A-mužstvu Gruzie debutoval 27. 5. 2008 v přátelském zápase v Tallinnu proti reprezentaci Estonska (remíza 1:1).